# Mujeres Libres

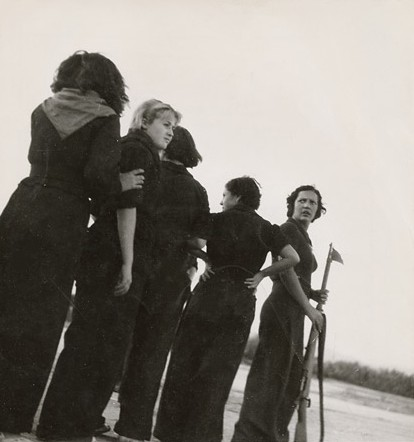
Frauen im spanischen Bürgerkrieg 1936, Fotografie von Gerda Taro

Die Mujeres Libres (spanisch für „Freie Frauen“) waren eine anarchistische Frauenorganisation im Spanischen Bürgerkrieg, die von 1936 bis 1939 aktiv war. Ihr gehörten über 20.000 Frauen an, die sich zivilgesellschaftlich engagierten und an der Front gegen die Franquisten kämpften.
Obwohl sich die Mujeres Libres zu den Zielen der Confederación Nacional del Trabajo (CNT) und der Federación Anarquista Ibérica (FAI), der beiden wichtigsten anarchistischen Organisationen während des Spanischen Bürgerkrieges, bekannten, wurden sie von diesen nie als gleichwertige Verbündete anerkannt. Nach dem Ende des Bürgerkrieges waren die Mujeres Libres wie auch alle anderen politischen Gegner der Franquisten von massiven Repressionen betroffen, die ihre politische Arbeit verunmöglichten und somit zum Ende der Organisation führten. Heute sind die Mujeres Libres ein nach wie vor häufig vernachlässigtes Kapitel in der Geschichte des Anarchismus in Spanien.

## Ideologie
Einige Forschende bezeichnen die Mujeres Libres heute als Vorläufer des Anarchafeminismus. Der Begriff Anarchafeminismus kam allerdings erst während der 1970er Jahre auf. Die Mujeres Libres beschrieben sich selbst nie als Feministinnen, denn der Begriff Feminismus war in Spanien zu Beginn des 20. Jahrhunderts noch stark mit dem bürgerlichen Kampf für das Frauenwahlrecht verbunden. In erster Linie verstanden sich die Mujeres Libres daher als Anarchistinnen, die eine herrschaftsfreie Gesellschaft anstreben.
Darüber hinaus strebten die Mujeres Libres die Gleichberechtigung von Mann und Frau an. In ihrem Verständnis konnte die Geschlechterfrage nur durch Beendigung der ökonomischen Ungleichheit gelöst werden. Als zentrale Mittel zur Erreichung dieses Ziels wurden captación (deutsch: Rekrutierung) und capacitación (deutsch: Befähigung) angesehen. Die Mujeres Libres wollten nicht nur Frauen für die anarchistische Idee gewinnen, sondern sie auch durch Bildungskurse dazu befähigen, eigenständig politisch aktiv zu sein und für sich selbst zu sorgen. Sie bezeichneten ihre Philosophie als Humanismus.

## Geschichte

### Frauen im spanischen Anarchismus vor 1936
Etwa zur Mitte des 19. Jahrhunderts begannen Frauen, sich in anarchistischen Gruppen und Organisationen zu beteiligen. Sie streikten zusammen mit männlichen Arbeitern z. B. für die Einführung des Achtstundentags oder die Abschaffung der Kinderarbeit. Eine der ersten Personen, die sich in den 1880ern als Gründerin anarchistischer Frauengruppen hervortat, war Teresa Claramunt. Zu Beginn des 20. Jahrhunderts initiierten Frauen auch erstmals selbst Streiks, z. B. als während des Rifkrieges 1909 Reservisten einberufen wurden oder als die Verteuerung von Kohle und Grundnahrungsmitteln 1918 zu Massenprotesten führte.
1931 wurde die Zweite Spanische Republik ausgerufen. In der Folge nahmen Frauen in deutlich höherem Maße am politischen Geschehen teil, als sie es zuvor getan hatten. Dies stieß bei vielen Männern auf Ablehnung. Auch in der anarchistischen Bewegung Spaniens war offener Sexismus weit verbreitet. So wollte etwa die Anarchistin Mercedes Comaposada 1933 auf Anfrage der anarchosyndikalistischen CNT Fortbildungskurse für Arbeiterinnen und Arbeiter anbieten. Dieses Vorhaben scheiterte jedoch an der fehlenden Kooperationsbereitschaft vieler männlicher Teilnehmer, die eine Frau als Lehrerin nicht akzeptieren wollten. Nach Meinung vieler Anarchisten sollte sich die Partizipation von Frauen an anarchistischen Kämpfen auf das Rekrutieren neuer Verbündeter beschränken. Im Allgemeinen herrschte die Meinung vor, dass es keines eigenen Kampfes für die Befreiung der Frauen aus patriarchalen Verhältnissen bedurfte. Vielmehr sei diese eine Nebenfolge, die automatisch aus einer erfolgreichen Revolution resultiere.

### Gründung der ZeitschriftMujeres Libres

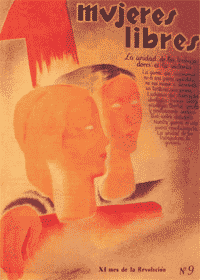
Einband der Ausgabe 9 der Mujeres Libres (1938)

Im April 1936 gründeten die drei Anarchistinnen Lucía Sánchez Saornil, Mercedes Comaposada und Amparo Poch y Gascón die Zeitschrift Mujeres Libres. Die erste Ausgabe erschien im Mai desselben Jahres. Bis Anfang 1939, als die Zeitschrift aufgrund des verlorenen Bürgerkrieges eingestellt werden musste, erschienen 13 Nummern. Mujeres Libres begriff sich als eine Zeitschrift von Frauen für Frauen. Sämtliche Artikel stammten von Frauen. Damit bildete Mujeres Libres eine einmalige Ausnahme unter den damaligen anarchistischen Zeitschriften, die sich wenn überhaupt nur auf einigen Seiten einer Ausgabe mit Frauen beschäftigten. Lediglich für das Design und Layout der Zeitschrift war Baltasar Lobo, der Lebensgefährte von Mercedes Comaposada, zuständig. Dennoch war weder die Zeitschrift noch die Gruppe der Mujeres Libres per se gegen Männer gerichtet. Als hauptsächliches Feindbild galt der Faschismus, den die Aktivistinnen zusammen mit den Männern besiegen wollten.
Mujeres Libres sollte Frauen politisieren. Dabei deckte die Zeitschrift eine große Bandbreite an Themen ab: In ihr wurden Gedichte, Buchrezensionen, Essays zur Emanzipation der Frau, gynäkologische Kolumnen und seit dem Beginn des Bürgerkrieges auch Frontberichte abgedruckt. Neben den drei Gründerinnen der Zeitschrift, die auch das Redaktionskollektiv bildeten, schrieben u. a. Emma Goldman, Etta Federn, Carmen Conde und Lola Iturbe für Mujeres Libres.

### Gründung der Gruppe Mujeres Libres

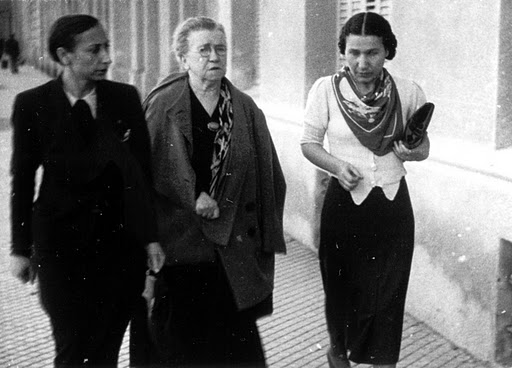
Lucía Sánchez Saornil (links) mit der einflussreichen Anarchistin Emma Goldman (Mitte)

Bereits 1934 hatte sich in Barcelona unter der Federführung von Conchita Liaño Gil und Soledad Estorach die libertäre Frauengruppe Grupo Cultural Femenino gegründet. Die Redaktion von Mujeres Libres hatte ihren Sitz in Madrid. Als die beiden Gruppen voneinander erfuhren, beschlossen sie, sich zusammenzutun. Sie fusionierten im September 1936 zur Agrupación de Mujeres Libres oder kurz Mujeres Libres. In den ersten Monaten der anarchistischen Revolution konnten die Mujeres Libres in den von der republikanischen Regierung kontrollierten Gebieten Aragonien und Katalonien mindestens 20.000 Mitglieder rekrutieren, die sich in etwa 170 Ortsgruppen organisierten. Viele der Revolutionärinnen waren zugleich Mitglieder der CNT oder der FAI. Zwar bekannten sich die Mujeres Libres offen zu den Zielen der CNT und FAI, doch lehnten die beiden Organisationen die Gruppe dennoch ab. Sie warfen den Mujeres Libres vor, durch die Gründung einer Frauengruppe die anarchistische Bewegung unnötig zu spalten.
Im Vergleich zu anderen sozialen Frauenorganisationen in Spanien bestanden die Mujeres Libres auf der Unabhängigkeit von ihren männerdominierten Schwesterorganisationen CNT, FAI und FIJL. So konnten sie sich umfassend mit Frauenfragen befassen und argumentierten, dass Autonomie und Trennung es ihnen ermöglichen würden, unabhängig zu handeln und Frauen zu organisieren und zu stärken. Sie betonten, ein integraler Bestandteil der libertären Bewegung zu sein, verzichteten jedoch darauf, stimmberechtigte Delegierte für die Sitzungen der drei anderen Organisationen zu beantragen. Die Mujeres Libres wollten so an der Bewegung teilnehmen, aber gleichzeitig nicht an deren Beschlüsse gebunden sein und damit ihre Unabhängigkeit verlieren.
Im August 1937 fand der erste nationale Kongress der Mujeres Libres in Valencia statt. Dort gründete sich die Organisation offiziell und es wurde eine Satzung beschlossen, die die basisdemokratische Ausrichtung der Mujeres Libres sowie die Autonomie der lokalen Gruppen festschrieb.

### Nach dem Sieg der Franquisten
Trotz der Ablehnung durch CNT und FAI engagierten sich die Mujeres Libres zwischen 1936 und 1939 in den Bereichen Bildung, Kindererziehung und Unterstützung von Prostituierten. Außerdem waren sie Teil des bewaffneten Kampfes gegen die Franquisten. Nach deren Sieg 1939 begannen die Faschisten äußerst repressiv gegen anarchistische Organisationen vorzugehen. Viele Mujeres Libres flohen daher ins Exil. Diejenigen, die in Spanien blieben, wurden oft wegen „Militärrebellion“ angeklagt und zu langen Haft- oder sogar Todesstrafen verurteilt. Während der Franco-Ära wurde wie vor der Zweiten Republik wieder ein Frauenbild, welches die vollständige Unterordnung der Frau dem Mann gegenüber beinhaltete, postuliert. Ehemalige Mujeres Libres galten dementsprechend nicht als anständige Frauen und konnten aufgrund der drohenden Repressionen auch nicht über ihre Aktivitäten während des Bürgerkrieges reden, sodass die Gruppe mehr und mehr in Vergessenheit geriet. Zwar kam es 1976 zur Neugründung einiger Ortsgruppen, doch diese bestanden nicht lange. Anarchistische Frauen organisieren sich heute eher in autonomen Gruppen.
Obwohl der Kampf der Mujeres Libres gegen den spanischen Faschismus letztlich nicht erfolgreich war, wird ihnen von verschiedenen Seiten attestiert, dass sie ihrer Zeit weit voraus und ein Vorbild für spätere feministische Organisationen waren. Viele der damals bei den Mujeres Libres engagierten Frauen beschrieben ihre Zeit bei der Gruppe im Nachhinein als überaus befreiend und erfüllend.

## Aktivitäten

### An der Front
Besonders während der ersten Monate des Spanischen Bürgerkrieges nahmen Mitglieder der Mujeres Libres als sogenannte milicianas am bewaffneten Kampf gegen die Franquisten teil. Als aber ab September 1936 mehr und mehr militärische Strukturen in den anarchistischen Milizen Einzug hielten, wurden die meisten Frauen wieder zurück nach Hause geschickt. Einige von ihnen weigerten sich jedoch erfolgreich, den Dienst an der Waffe zu quittieren, und waren bis zum Ende des Bürgerkrieges an Kämpfen beteiligt.
Viele Mujeres Libres waren während des Krieges zudem als Krankenschwestern tätig. Die anarchistischen Krankenschwestern verstanden sich dabei als Gegenentwurf zu den aus ihrer Sicht zu sehr einem bürgerlichen Frauenbild entsprechenden Krankenschwestern des spanischen Roten Kreuzes. Die Mujeres-Libres-Krankenschwestern lehnten zudem die offen zur Schau gestellte Nähe ihrer Kolleginnen vom Roten Kreuz zur katholischen Kirche ab.

### In der Zivilgesellschaft
Die Mujeres Libres sahen in der (Aus-)Bildung von Frauen die Grundlage, um deren Autonomie zu ermöglichen. Daher boten die jeweiligen Ortsgruppen verschiedene Kurse an, die vor allem die Alphabetisierung von Frauen vorantreiben sowie ihre Allgemeinbildung vertiefen sollten. In Madrid, Barcelona und Valencia gründeten die Mujeres Libres zudem eigene Bildungseinrichtungen (spanisch Institutos Mujeres Libres), in denen sie ihre Kurse anboten. Diese orientierten sich am Pädagogik-Verständnis Francesc Ferrer i Guàrdias und am Prinzip der antiautoritären Erziehung.
Mit zunehmender Dauer des Bürgerkrieges kämpften immer mehr Männer an der Front, sodass sich ein Arbeitskräftemangel in den von den Anarchisten kontrollierten Gebieten Spaniens bemerkbar machte. Die Mujeres Libres riefen daher Frauen dazu auf, die Lücken in der Produktion zu füllen, um so die Kriegswirtschaft zu unterstützen:

„Los Hombres, al frente, las mujeres, al trabajo!“

„Männer an die Front, Frauen in die Produktion!“

Aus diesem Grund organisierten die Mujeres Libres in Kooperation mit Betrieben und Gewerkschaften Fortbildungskurse für Frauen, in denen diese u. a. handwerkliche Tätigkeiten und Metallarbeiten erlernen konnten. In Madrid wurde zudem eine Fahrschule ausschließlich für Frauen eingerichtet, damit diese Sanitätsdienste im Hinterland ausführen konnten. Um die Kinderbetreuung während der Arbeitszeiten zu gewährleisten, arbeiteten die Mujeres Libres an Fabrikkindergärten, von denen der erste bis zum Herbst 1938 eröffnet werden konnte.
Die Fortbildungskurse standen auch Prostituierten offen, die aus ihrem Gewerbe aussteigen wollten. Die Mujeres Libres verurteilten Prostitution nicht aus moralischen Gründen, sondern sahen sie als die Folge finanzieller Not. Daher richteten sie auch Schutzräume für Prostituierte ein, in denen diese Unterschlupf finden und Beratung in Anspruch nehmen konnten. Darüber hinaus waren die Mujeres Libres Verfechterinnen der sexuellen Selbstbestimmung. Sie sahen in der Institution der Ehe ein Werkzeug zur Unterdrückung der Frau und waren daher eher Konzepten wie der freien Liebe zugeneigt.
Auch im Gesundheitswesen engagierten sich die Mujeres Libres, wobei sich hier die Frauen in Barcelona unter der Führung von Amparo Poch y Gascón in besonderem Maße hervortaten. Sie boten etwa Kurse für Mütter zum Thema Kindererziehung an. Poch und ihre Genossinnen widmeten sich zudem besonders der Ausbildung von Krankenschwestern und Kinderpflegerinnen und organisierten die Evakuierung von Kindern aus den Kriegsgebieten ins Ausland. Über Barcelona hinaus veranstalteten die Mujeres Libres auch Informationsveranstaltungen zur Empfängnisverhütung.

## Filme
- De toda la Vida (All our lives) von Lisa Berger und Carol Mazer, Spanien 1986. Dokumentarfilm über die Mujeres Libres in Form von Rückblenden und Interviews mit noch lebenden Mitgliedern (online auf Youtube).
- Libertarias (Freedom Fighters) von Vicente Aranda, Spanien 1996. Spanischer Spielfilm mit englischen Untertiteln, fiktiv zu den Mujeres Libres.
- Vivir la Utopia – Die Utopie leben von Juan A Gamero, Arte-TVE 1997 (wurde auch auf Deutsch gesendet bei arte).